# Inoue Taira
Taira Inoue (sinh ngày 11 tháng 4 năm 1983) là một cầu thủ bóng đá người Nhật Bản.

## Sự nghiệp câu lạc bộ
Taira Inoue đã từng chơi cho Tokyo Verdy, FC Gifu và SC Sagamihara.